# Ким Чхэхва
Ким Чхэхва́ (кор. 김채화; род. 7 ноября 1988) — южнокорейская фигуристка, выступавшая в одиночном катании. Чемпионка Южной Кореи (2007).
Ким — дзайнити в третьем поколении, родилась в Осаке (Япония). Начала заниматься фигурным катанием в восемь лет. В детстве выступала на внутренних японских соревнованиях под именем Аяка Нагасэ (長瀬 彩華).
На международном уровне каталась за сборную Южной Кореи, была участницей чемпионатов четырёх континентов, Азиатских игр и турниров Гран-при. Преимущественно занимала места в середине турнирной таблицы.
В течение карьеры тренировалась под руководством Миэ Хамады. После чемпионата четырёх континентов 2011 завершила соревновательную карьеру и начала работать тренером по фигурному катанию. Выпускница Кансайского университета.

## Результаты
| Соревнования                | 04/05         | 05/06         | 06/07         | 07/08         | 08/09         | 09/10         | 10/11         |
| Международные               | Международные | Международные | Международные | Международные | Международные | Международные | Международные |
| --------------------------- | ------------- | ------------- | ------------- | ------------- | ------------- | ------------- | ------------- |
| Четыре континента           | 14            | 14            | 14            | 16            |               | 13            | 16            |
| Азиатские игры              |               |               |               |               |               |               | 6             |
| Универсиада                 |               |               |               |               | 12            |               |               |
| Гран-при Японии             |               |               | 9             | 9             |               |               |               |
| Гран-при Китая              |               |               | 10            |               |               |               |               |
| Международные среди юниоров |               |               |               |               |               |               |               |
| Чемпионат мира              |               | 7             | 15            |               |               |               |               |
| Гран-при Польши             |               | 5             |               |               |               |               |               |
| Гран-при Канады             |               | 4             |               |               |               |               |               |
| Национальные                |               |               |               |               |               |               |               |
| Чемпионат Южной Кореи       | 3             | 5             | 1             | 3             | 3             | 4             | 4             |